# Stefan Lipicki
Stefan Lipicki (ur. 22 lipca 1910 w Tempelhof, obecnie w granicach Berlina, zm. 13 listopada 1981 w Kołobrzegu) – polski działacz państwowy i inżynier budownictwa, w 1945 prezydent Kołobrzegu.

## Życiorys
Z wykształcenia inżynier budownictwa, po ukończeniu studiów powołany do wojska. Pracował przez pewien czas w Poznaniu. Od lutego 1939 służył w Wojsku Polskim. W trakcie kampanii wrześniowej był dowódcą plutonu w 25 Dywizji Piechoty i dowódca kompanii w 17 Wielkopolskiej Dywizji Piechoty. 26 września 1939 trafił do niemieckiej niewoli, z której trzykrotnie uciekał. W efekcie został skazany na dwa lata obozu. Przebywał w oflagu II C Woldenberg, w styczniu 1945 uwolniony z niego przez Armię Czerwoną.
Następnie powrócił do Poznania. Podjął pracę w zespole pełnomocnika Rządu RP na Okręg Pomorze Zachodnie, początkowo odpowiadał za zabezpieczenie mienia państwowego w biurze w Pile, w kwietniu 1945 zatrudniony jako kierownik Biura Techniczno-Budowlanego w Kołobrzegu i pracownik starostwa powiatu kołobrzeskiego (z powodu zniszczeń wojennych zlokalizowanego w Karlinie). 31 maja 1945 powierzono mu stanowisko prezydenta Kołobrzegu (mimo że miasto liczyło wówczas niewiele ponad 2 tysiące osób; jego następca na stanowisku pełnił już jednak funkcję burmistrza Kołobrzegu). Sam Lipicki początkowo był niechętny zajmowaniu tego stanowiska.Zakończył pełnienie funkcji 1 września 1945, później od 1947 do 1948 pełnił funkcję przewodniczącego Miejskiej Rady Narodowej. W kolejnych latach pracował w zakładach produkcyjnych w Kołobrzegu i prowadził działalność gospodarczą.
Został pochowany na cmentarzu komunalnym w Kołobrzegu. Był żonaty z Marianną (zm. 2013), mieli córkę Liliannę.

## Odznaczenia i upamiętnienie
Odznaczony Srebrnym Krzyżem Zasługi (1947) za wybitny udział w akcji przeciwpowodziowej. Jego imieniem nazwano rondo w Kołobrzegu.